# Jessica (aranha)
Jessica Brescovit, 1997 é um género de aranhas pertencentes a família Anyphaenidae. O género apresenta a sua diversidade na América do Sur

## Espécies
Desde março de  2024:
- Jessica campesina (Bauab-Vianna, 1979) – Brasil
- Jessica eden Brescovit, 1999 – Venezuela
- Jessica erythrostoma (Mello-Leitão, 1939) – Colômbia para a Argentina
- Jessica fidelis (Mello-Leitão, 1922) – Brasil, Bolivia, Paraguai, Argentina
- Jessica glabra (Keyserling, 1891) – Brasil, Paraguai, Argentina
- Jessica itatiaia Brescovit, 1999 – Brasil
- Jessica osoriana (Mello-Leitão, 1922) – Brasil, Paraguai, Argentina
- Jessica pachecoi Brescovit, 1999 – Brasil
- Jessica puava Brescovit, 1999 – Brasil
- Jessica rafaeli Brescovit, 1999 – Brasil
- Jessica renneri Brescovit, 1999 – Brasil
- Jessica sergipana Brescovit, 1999 – Brasil